# Dorcus gracilicornis
Dorcus gracilicornis là một loài bọ cánh cứng trong họ Lucanidae. Loài này được Benesh mô tả khoa học năm 1950.